# 秋山光條
秋山 光條（あきやま てるえ、天保14年（1843年1月10日 - 明治35年（1902年2月19日）は、幕末から明治時代の国学者。

## 経歴
1843年(天保14年)、江戸南町奉行所同心・秋山和光の子として江戸八丁堀に生まれた。のち神田旅籠町へ移った。幼少期より学を好み、平田銕胤・前田夏蔭に国学を学び、また歌文を能くした。相川景見・矢野玄道・師岡正胤・権田直助・角田忠行・本居豊穎・井上頼圀・久保季茲・青柳高鞆・落合直亮などが師友として挙げられる。
明治元年（1868年）に神祇官の宣教使に任命され、『日要新聞』を刊行し、国体の発揚・人心の鼓舞をすすめた。しかし、論議が激しくなったことで官省により新聞の発行停止を命じられた。その後、寒川神社宮司、出雲大社少宮司、三島大社宮司、八坂神社宮司を務めた。明治35年（1902年）には氷川神社宮司となった。同1902年に卒去。墓所は谷中霊園にある。
栄典
- 従五位[1]。

## 家族・親族
秋山家は、古く甲州武田に仕えたが、武田滅後三州岡崎に住した。その後元文年中江戸に出て北町奉行与力となり、幕末まで七代にわたりその職をついだ。
- 父：秋山和光は同心。
- 妻：安子。
- 息子：秋山光夫は美術史家。金沢美術工芸大学学長。
- 孫：秋山光和も美術史家。

## 著作
著書
- 『国郡読例』撰、井上頼圀閲、1871
- 『福神像辨之槪畧』千家尊福・秋山同述、出雲大社社務所 1877
- 『コレラ豫防心得草』小田耕作口述、秋山筆記 1880
- 『祝詞要義：一名祝詞の道びき』編、権田直助閲、1884
- 『祭文集成』
- 『雪の舎歌文集』(全2巻) 1905